# Der König der Löwen 2 – Simbas Königreich
Der König der Löwen 2 – Simbas Königreich aus dem Jahr 1998 ist der Nachfolger des Disney-Zeichentrickfilms Der König der Löwen von 1994. Der Film war die zum damaligen Zeitpunkt kommerziell erfolgreichste Videoveröffentlichung.

## Handlung
Nachdem Simba Scar besiegt und an der Seite seiner Partnerin Nala und seiner Freunde Timon und Pumbaa seinen Platz als rechtmäßiger König eingenommen hat, bekommen er und Nala Nachwuchs: ein Mädchen mit dem Namen Kiara. Simba konnte den Glanz des geweihten Landes wieder herstellen und ist zu einem weisen und erfahrenen König geworden. Wie schon sein Vater zuvor bringt auch Simba seiner Tochter alles bei, was er selbst von Mufasa über den Kreis des Lebens gelernt hat. Timon und Pumbaa dienen ihm dabei als „Kindermädchen“, die stets ein Auge auf Kiara haben sollen.
Auf einem ihrer Streifzüge durch das Königreich überquert Kiara einen Fluss und betritt das „Schattenland“, wovor Simba und Zazu sie zuvor gewarnt hatten. Dort trifft sie den jungen Löwen Kovu. Der steht ihr anfangs feindselig gegenüber, doch schnell verfallen die beiden in kindliche Spielereien. Kovu erklärt Kiara, dass er im Schattenland auf sich selbst aufpassen kann. Dabei bemerken beide jedoch nicht, dass einige hungrige Krokodile auf sie aufmerksam wurden und Jagd auf die jungen Löwen machen. Sie schaffen es knapp, den Krokodilen zu entkommen und nähern sich einander an, doch dann taucht Simba unerwartet auf und unterbricht ihr gemeinsames Spiel. Kovus Mutter Zira, die die beiden Löwenkinder beim Spielen beobachtet hat, erscheint ebenfalls. Nach Scars Tod wurden Zira und ihr Gefolge von Simba aus dem Geweihten Land verbannt. Sie gibt Simba nun zu verstehen, dass Kovu als Nachfolger Scars und rechtmäßiger Erbe alleinigen Anspruch auf das Königreich hat. Nach dieser Begegnung ersinnt Zira einen diabolischen Plan, wie sie durch Kovus Hilfe Simbas Rudel unterwandern kann. Während Kovu aufwächst, manipuliert Zira ihn gezielt, um seinen Hass auf Simba zu schüren, damit er ihn zu einem geeigneten Zeitpunkt tötet.
Inzwischen ist Kiara erwachsen und geht zum ersten Mal alleine auf die Jagd. Simba schickt Timon und Pumbaa erneut los, um auf sie aufzupassen und bricht damit sein Versprechen Kiara gegenüber, sie „alleine“ und selbstständig jagen zu lassen. Zira beginnt daraufhin mit ihrem Vorhaben und lässt von ihren Kindern Nuka und Vitani einen Steppenbrand legen. Als das Feuer wütet, schickt sie Kovu los, Kiara zu retten und sich so Simbas Vertrauen zu erschleichen. Dieser sieht die schwarze Rauchfahne in der Ferne und eilt Kiara zu Hilfe. Kiara versucht indes, dem Feuer zu entkommen und kann sich auf einen Felsvorsprung retten, bevor sie ohnmächtig wird. Kovu bringt Kiara schließlich aus der Gefahrenzone und zurück ins Geweihte Land. Zazu, der vorausgeflogen war, sieht, wie Kovu Kiara rettet und fliegt zurück zu Simba, um ihm Bericht zu erstatten. Schließlich kommt Kiara zu sich und erkennt Kovu nach einem kurzen Streit über ihre Rettung schließlich wieder. Doch sofort ist Simba zur Stelle und will Kiara vor Kovu schützen. Dieser erzählt Simba, dass er von den anderen Löwen des Schattenlandes verstoßen worden wäre und bittet um Aufnahme in sein Rudel. Simba ist zunächst misstrauisch, willigt jedoch nach einem Ratschlag Zazus ein. Mit der Zeit wird Kovu am Königsfelsen integriert und verliebt sich in Kiara. Dieser Umstand lässt ihn an den Mordplänen an Simba zweifeln.
Eines Tages will Kovu sich ein Herz fassen und Kiara von Ziras Mordplänen an Simba und seiner Rolle darin erzählen. Doch er kommt nicht dazu, da Simba ihn zu einem Spaziergang einlädt, um unter vier Augen mit ihm zu sprechen. Simba streift gemeinsam mit Kovu durch das Savannenland und erzählt ihm seine Version von Scars Geschichte. Als er ihn dann noch an seiner Weisheit über die Natur teilhaben lässt, werden sie überraschend von Zira und ihren Löwinnen eingekreist. Simba glaubt, dass Kovu ihn absichtlich in diesen Hinterhalt geführt hat, dieser wusste jedoch nichts davon. Er will Simba vor dem Angriff des Rudels beschützen, wird aber schnell von seiner Schwester Vitani bewusstlos geschlagen. Die Löwinnen werfen Simba in eine Schlucht und verfolgen ihn weiter bis zu einem Staudamm, an dem Simba nach oben klettern will, um dem Angriff zu entkommen. Kovus Bruder Nuka verfolgt Simba und will ihn an seiner Stelle töten, um Zira von sich als Scars Nachfolger zu überzeugen, da er sich für besser als Kovu hält. Simba entkommt jedoch leicht verletzt, Nuka stürzt den Staudamm hinunter und wird von einem mit ihm herabfallenden Baumstamm erschlagen. Zira macht daraufhin Kovu für den Tod Nukas verantwortlich und plant grausame Rache. Kovu kehrt zum Königsfelsen zurück und bittet Simba um Vergebung. Simba jedoch zeigt kein Erbarmen und verbannt Kovu aus seinem Königreich. Kiara versucht vergeblich, Kovus Verbannung zu verhindern, da sie nicht an seinen Verrat glaubt. Sie widersetzt sich Simbas Anordnung, den Königsfelsen nicht mehr allein zu verlassen und versucht, Kovu zu folgen.
Als sie ihn endlich findet, überzeugt sie ihn davon, die beiden Rudel wieder zu vereinen. Anderenfalls würden sie für immer verfeindet bleiben, wenn Kovu und Kiara auf Kovus Vorschlag hin durchbrennen und ihre eigene Familie gründen würden. Bei ihrer Rückkehr ist bereits ein wilder Kampf im Gange. Kurz bevor Simba und Zira in einem finalen Zweikampf aufeinandertreffen, greifen Kovu und Kiara ein und stellen sich den Kämpfenden in den Weg. Kiara kann ihren Vater mit Hilfe seiner eigenen Worte davon überzeugen, dass es eigentlich keinen wirklichen Unterschied zwischen ihnen und den anderen gibt. Sämtliche Mitglieder von Ziras Rudel geben daraufhin nach und nach den Kampf auf und stellen sich auf Simbas Seite. Nur Zira, die von ihrer Mordlust getränkt ist, lässt sich nicht erweichen. Als Simba für einen kurzen Moment abgelenkt ist, ergreift Zira ihre Chance und greift ihn an. Kiara wirft sich zwischen die beiden und stürzt dabei mit Zira eine Klippe hinunter, unter der mittlerweile ein Damm gebrochen ist und ein reißender Fluss tost. Zira stürzt hinein und stirbt, nachdem sie Kiaras Hilfe ausgeschlagen hat. Simba sieht nun ein, dass er im Unrecht war und nimmt die verbannten Löwinnen wieder ins geweihte Land auf. Zusammen kehren sie zum Königsfelsen zurück und feiern ihren Sieg und den Frieden, der nun wieder im geweihten Land herrscht.

## Synchronisation
Wie bereits beim ersten Teil übernahm die Berliner Synchron die Vertonung. Frank Lenart schrieb erneut das Dialogbuch und führte die Dialogregie.
| Rolle                  | Originalsprecher    | Deutscher Sprecher   |
| Simba (Sprache)        | Matthew Broderick   | Frank-Lorenz Engel   |
| Simba (Gesang)         | Cam Clarke          | Cusch Jung           |
| Nala                   | Moira Kelly         | Alexandra Wilcke     |
| Junge Kiara (Sprache)  | Michelle Horn       | Debby van Dooren     |
| Junge Kiara (Gesang)   | Charity Sanoy       | Debby van Dooren     |
| Kiara (Sprache)        | Neve Campbell       | Natascha Petz        |
| Kiara (Gesang)         | Liz Callaway        | Jasna Ivir           |
| Junger Kovu (Sprache)  | Ryan O’Donohue      | Dorian Brecht        |
| Kovu (Sprache)         | Jason Marsden       | Matthias Hinze       |
| Kovu (Gesang)          | Gene Miller         | Hendrik Bruch        |
| Junge Vitani (Sprache) | Lacey Chabert       | Tanya Kahana         |
| Junge Vitani (Gesang)  | Crysta Macalush     | Tanya Kahana         |
| Vitani                 | Meredith Scott Lynn | Sandra Schwittau     |
| Nuka                   | Andy Dick           | Mario von Jascheroff |
| Zira                   | Suzanne Pleshette   | Cornelia Froboess    |
| Mufasa                 | James Earl Jones    | Wolfgang Kühne       |
| Scar                   | Jim Cummings        | Thomas Fritsch       |
| Rafiki                 | Robert Guillaume    | Joachim Kemmer       |
| Pumbaa                 | Ernie Sabella       | Rainer Basedow       |
| Timon                  | Nathan Lane         | Ilja Richter         |
| Zazu                   | Edward Hibbert      | Eberhard Prüter      |

Das Lied der Eröffnungssequenz „Er lebt in dir“ (He Lives in You) wurde in der englischsprachigen Originalfassung von Lebo M komponiert und eingesungen, für die deutsche Synchronfassung übernahm dies Henrik Ilgner.

## Neue Figuren
Die Bedeutung der Namen in Swahili steht in Klammern. Die Erläuterungen zu bereits aus dem Vorgängerfilm bekannten Figuren finden sich auf Der König der Löwen.
Kiara (von irisch Ciara „schwarz“ oder italienisch Chiara „hell“)Tochter von Simba und Nala. Spätere Partnerin von Kovu. Kiara ist eigenwillig und ähnlich abenteuerlustig wie ihr Vater Simba zu seiner Jugendzeit im ersten Teil. Am Ende ist sie es, die die beiden verfeindeten Rudel schließlich überzeugen kann, den Kampf aufzugeben und sich auszusöhnen. Ihr Name lautete anfänglich noch Shani („Ereignis, Wunder, Unfall“).
Kovu („Narbe“)Erbe, jedoch nicht leiblicher Sohn von Scar. Sohn von Zira und Partner von Kiara. Von seiner Mutter als Nachfolger Scars bestimmt, wird er von ihr mit der Aufgabe betraut, Simba zu töten, um selbst Herrscher des Geweihten Landes zu werden. Die Liebe zu Kiara und das mit der Zeit wachsende Zutrauen Simbas, bringen ihn jedoch immer weiter von diesem Vorhaben ab. Als sein Bruder Nuka bei dem Versuch, Simba zu töten, stirbt, gibt Zira Kovu dafür die Schuld und schlägt ihm zur Strafe eine Narbe übers linke Auge, die ihm ungewollt eine noch größere, äußerliche Ähnlichkeit zu Scar verleiht.
Zira („hassen, verfeindet“)
In frühen Entwürfen ursprünglich Bianca. Mutter von Kovu, Nuka und Vitani und loyale Anhängerin von Scar. Als Anführerin der mitvertriebenen Löwinnen bestimmt sie Kovu als Auserwählten für ihren geplanten Vergeltungsschlag gegen Simba. Als im Finale schließlich alle Mitglieder ihres Rudels zur anderen Seite überlaufen, will sie Simba attackieren, wird dabei jedoch von Kiara aufgehalten, woraufhin beide in eine Schlucht stürzen, unter der ein reißender Fluss tobt. Kiara landet auf einem kleinen Felsvorsprung und will Zira helfen, die in den Fluss abzustürzen droht, Kiaras Hilfe aber ausschlägt und so hinab in den Tod stürzt.
Nuka („stinken“)Ältester Sohn von Zira. Bruder von Kovu und Vitani. Nuka ist zeit seines Lebens neidisch auf Kovu, da ihm nicht dieselbe Aufmerksamkeit von Zira zuteilwird, die Kovu anstatt seiner zum rechtmäßigen und einzigen Nachfolger Scars bestimmt hat. Als er sich vor seiner Mutter beweisen will, stirbt er bei dem Versuch, Simba zu töten.
Vitani (verm. von vita „Krieg“)Schwester von Kovu und Nuka. Vitani steht zunächst hinter den Absichten ihrer Mutter und legt mit Nuka den Brand bei Kiaras erster Jagd. Beim finalen Kampf gesteht sie sich jedoch als Erste ein, dass Kiara im Recht ist und wechselt daraufhin zu Simbas Seite, worin ihr die übrigen Löwinnen des „Schattenlandes“ folgen. Ursprünglich sollte sie Shetani („Teufel“) heißen.

## Produktion
Nach dem großen Erfolg des ersten Teils, wurde der zweite Teil, obwohl als unmittelbare Fortsetzung innerhalb des nächsten Jahres gedacht, erst vier Jahre später, am 27. Oktober 1998 in den USA veröffentlicht. Vier Monate später, am 25. Februar 1999, erschien der Film auch in Deutschland. Als Direktveröffentlichung auf VHS und ein knappes Jahr später in erster limitierter Auflage auch auf DVD, ergab sich ein kommerziell ähnlich großer Erfolg. Allein in den USA verkaufte sich der Film innerhalb der ersten Tage mehrere Millionen Mal.
Die bei Fortsetzungsfilmen zumeist üblichen Etatkürzungen wirkten sich qualitativ allerdings deutlich spürbar auf den Film aus. Kein Mitglied des angestammten Teams, das an dem ersten Teil gearbeitet hatte, war an der künstlerischen Umsetzung beteiligt. Ein Großteil der Animation entstand in dem Walt Disney Television Animation Studio für Walt Disney Fernsehproduktionen in Sydney. Auch zu der disneyüblichen Kollaboration mit bekannten Musikstars kam es diesmal nicht. Superstars wie Elton John oder der oscarprämierte Produzent Hans Zimmer, die sich für den Soundtrack des ersten Teils verantwortlich zeigten, wurden nicht erneut verpflichtet.
Das Drehbuch wurde mehrfach grundlegend überarbeitet, was vornehmlich äußeren Umständen geschuldet war, die auf den Produktionsverlauf Einfluss nahmen. So war die Rolle der Sarabi, Simbas Mutter aus dem ersten Teil, als ein fester Bestandteil der Handlung vorgesehen, musste jedoch nach dem plötzlichen Tod ihrer Sprecherin Madge Sinclair im Jahr 1995 wieder verworfen werden. Kovu war in frühen Entwürfen zunächst als der leibliche Sohn Scars angelegt, was im Nachhinein geändert wurde, als man sich der Inzestproblematik zwischen Kovu und Kiara, die zwangsläufig entstehen würde, bewusst wurde. Die Figuren Zira und Scar stehen somit in keinem näheren Verhältnis zueinander; ob Nuka und Vitani mögliche Nachkommen Scars sind, wird im Film nicht näher beleuchtet.

## Rezeption
Wie bei allen Direct-to-Video-Veröffentlichungen, erfuhr der Film in den Leitmedien nicht dieselbe Aufmerksamkeit unter Kritikern wie sein Vorgänger. Gene Siskel und Roger Ebert gaben dem Film in ihrer TV-Show Siskel & Ebert zwei von vier möglichen Sternen und bezeichneten ihn als „zufriedenstellende Fortsetzung einer der erfolgreichsten Filme aller Zeiten“, merkten jedoch an, dass er seinem Vorgänger in entscheidenden Punkten, wie etwa dem Soundtrack, der die Originalität des ersten Teils vermissen lasse, unterliege.
Die amerikanische Filmzeitschrift TV-Guide gab dem Film 2½ von vier möglichen Sternen und kritisierte im Wesentlichen die etwas einfallslose Handlung („die weit mehr Potential geboten hätte“) und den zweitklassig anmutenden Soundtrack, der es mit den eingängigen Hits des ersten Teils nicht aufnehmen könne. Stephen Witty von Entertainment Weekly fand deutlich harschere Worte und bezeichnete den Film in seiner Kritik „nicht als Film, sondern als ein Merchandising-Konzept, für das niemand ernstlich Geld ausgeben müsse“.
Auf Rotten Tomatoes stieß der Film innerhalb der Fachkritik auf positive Resonanz (62 %) und wurde auch von einem Großteil der Fans wohlwollend aufgenommen (61 %), die ihn mehrheitlich als gelungene Fortsetzung ansehen.

## Lieder
Er lebt in dir (He Lives In You)Das Intro des Films. Ursprünglich bereits für den ersten Teil vorgesehen, erinnert in Aufbau und Ablauf stark an die Eröffnungssequenz des Vorgängers.
Wir sind eins (We Are One)Simba lehrt Kiara, dass sie ein Teil des ewigen Kreises ist.
Mein Wiegenlied (My Lullaby)Das Lied thematisiert die tief gehegten Rachegefühle Ziras und ihren diabolischen Plan, Kovu auf Simba abzurichten, um ihn zu töten und selbst König zu werden.
In Upendi (In Upendi)Rafiki zeigt Kiara und Kovu die Schönheit der Liebe.
Verbannung (Not One Of Us)Simba verbannt Kovu aus seinem Königreich, als er von dessen vermeintlichem Verrat an ihm erfährt.
Liebe Triumphiert (Love Will Find A Way)Der Song handelt von den innigen Gefühlen Kovus und Kiaras zueinander, die auch über den Zwist der beiden vormals verfeindeten Löwenrudel triumphieren und diesen so letztlich mitbeilegen können.